# Paul Bezine
Ne doit pas être confondu avec Paul Bézine.
Paul Bezine est un homme politique français né le 11 juin 1854 à Molinons (Yonne) et décédé le 5 septembre 1909 à Molinons.

## Biographie
Conseiller général du canton de Villeneuve-l'Archevêque, il se présente aux élections législatives de 1889 sous l'étiquette de la gauche radicale. Il siège à l'extrême gauche. Il est réélu en 1893 et devient secrétaire de la Chambre en 1895. En 1896, il est élu sénateur de l'Yonne. Réélu en 1900, il ne se représente pas en 1909 et meurt quelques mois plus tard.

## Sources
- « Paul Bezine », dans le Dictionnaire des parlementaires français (1889-1940), sous la direction de Jean Jolly, PUF, 1960 [détail de l’édition]